# Yeni Eskişehir Stadyumu
Yeni Eskişehir Stadyumu (Nowy Stadion w Eskişehirze) – stadion piłkarski w Eskişehirze, w Turcji. Został wybudowany w latach 2013–2016 i zainaugurowany 20 listopada 2016 roku. Może pomieścić 34 930 widzów. Swoje spotkania rozgrywają na nim piłkarze klubu Eskişehirspor, którzy przed otwarciem nowego obiektu występowali na starym stadionie im. Atatürka. Na obiekcie grywała również reprezentacja Turcji.